# Gaskammern und Krematorien der Konzentrationslager Auschwitz
Im Lagerkomplex des KZ Auschwitz gab es sieben Gebäude, die als Gaskammern dienten. Sie befanden sich im Stammlager KZ Auschwitz (auch KZ Auschwitz I genannt) und im KZ Auschwitz-Birkenau (KZ Auschwitz II). Keine derartigen Einrichtungen besaß der Lagerteil KZ Auschwitz-Monowitz (KZ Auschwitz III), aufgrund seiner Funktion als Zwangsarbeitslager.
Zur Vernichtung der Leichen gab es in den beiden Lagern fünf Krematorien und weitere drei Orte, an denen Leichen in Verbrennungsgruben beseitigt wurden. Diese Anlagen wurden zum Massenmord an den rund 900.000 Opfern in industriellem Maßstab verwendet. Die Leichen weiterer 200.000 Häftlinge, die aufgrund von Arbeitsbedingungen, Hunger, Krankheiten, medizinischen Versuchen und Exekutionen gestorben waren, wurden ebenfalls in diesen Krematorien und Verbrennungsgruben verbrannt.
Die Anlagen waren jedoch nicht gleichzeitig in Betrieb. Von der ersten Vergasung im Jahr 1941 bis zur täglichen Ermordung der Insassen mehrerer Eisenbahntransporte bei der „Ungarn-Aktion“ 1944 wurden diese laufend ausgebaut und anhand gewonnener Erfahrungen deren Technik und Betrieb optimiert.
Die Vernichtung der Juden wurde von der SS-Führung im Wesentlichen als eine rein technische und logistische Problemstellung betrachtet, die es zu lösen galt. Ethische Aspekte und unzweckmäßige Brutalität spielten hierbei keine Rolle – es ging der Lagerleitung und dem Reichssicherheitshauptamt (RSHA) vorrangig um möglichst hohe Effizienz bei der Vernichtung. Allein die im Konzentrationslager Auschwitz-Birkenau installierten Gaskammern hatten eine Kapazität von 8696 Personen pro Vergasung und konnten mehrmals täglich benutzt werden. In den Krematorien konnten 4416 Leichen in 24 Stunden verbrannt werden, die Kapazität der Verbrennungsgruben war prinzipiell unbegrenzt.

## Zählung der Krematorien
In der Literatur und in den historischen Quellen gibt es für die Birkenauer Krematorien zwei unterschiedliche Zählweisen. Bei der ersten Zählweise wird das Krematorium des Stammlagers als römisch I mitgezählt und die vier Birkenauer Krematorien als II bis V nummeriert. Nach der Stilllegung des Krematoriums im Stammlager (Mitte Juli 1943) werden die Birkenauer Krematorien in diversen Quellen als I bis IV gezählt; insbesondere auf Arbeitseinsatz-Listen des Sonderkommandos beziehungsweise bei Zeugenaussagen aus dem Sonderkommando.
Da die Baupläne der SS-Bauleitung und die Korrespondenz mit den Ofenbauern der Firma J. A. Topf & Söhne (im Folgenden als „Firma Topf“ bezeichnet) das Stammlager-Krematorium mitzählen, werden in diesem Artikel die Birkenauer Krematorien als II bis V gezählt – insbesondere auch um sie deutlich vom Krematorium des Stammlagers (I) unterscheiden zu können.

## Stammlager

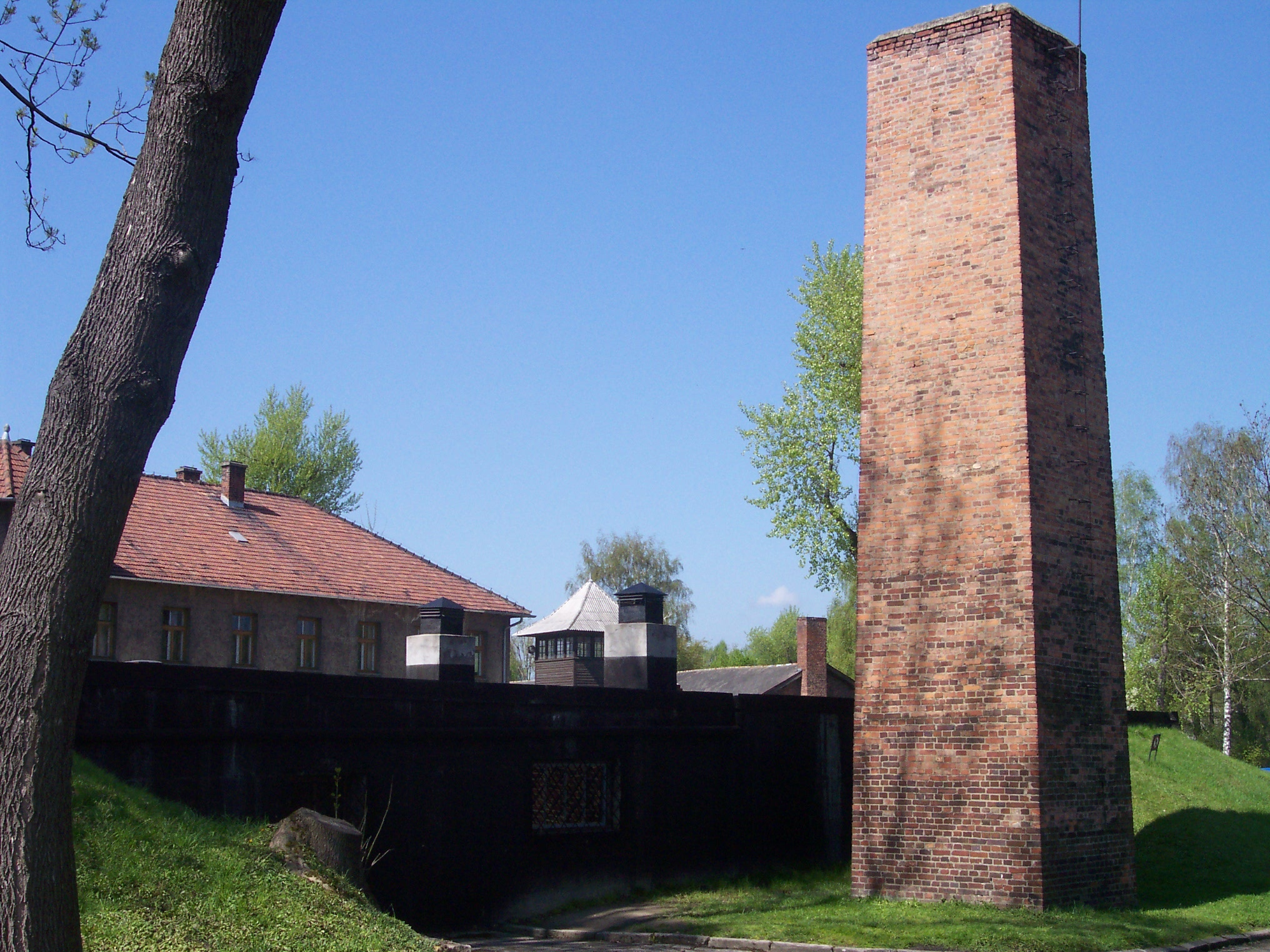
Krematorium I

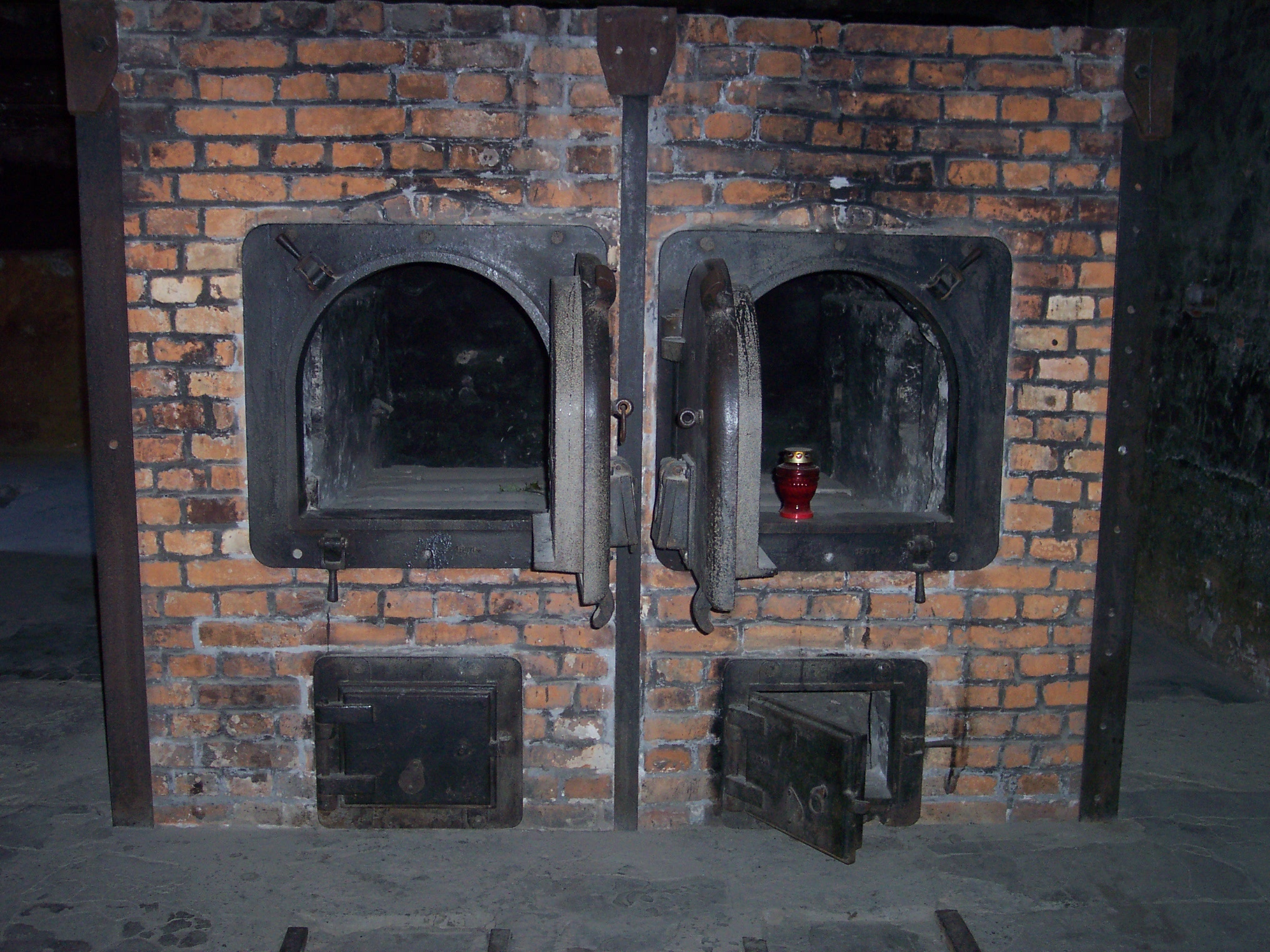
Doppelmuffelofen Krematorium I

### Krematorium I
Der Ingenieur Kurt Prüfer begann am 10. Juni 1940 bei der Firma Topf mit dem Entwurf für einen Doppelmuffelofen für das Krematorium Auschwitz. Dieser Ofen des Typs „D-57253 Modell Auschwitz“ wurde später in den Krematorien vieler Konzentrationslager eingesetzt, unter anderem in Buchenwald, Dachau, Mauthausen und Gusen. Die Vorgabe bezüglich der Leistungsfähigkeit waren zwei Leichen pro Stunde und die Möglichkeit des Dauerbetriebs über mehrere Tage.
Am 1. Oktober 1940 wurde der Doppelmuffelofen in Auschwitz in Betrieb genommen. Auch im KZ Gusen I in Mauthausen war ein Topf-Doppelmuffelofen „Modell Auschwitz“ installiert. Am 14. Juli übersandte die Firma Topf eine Bedienungsvorschrift an das Konzentrationslager Mauthausen und gab darin die Leistung mit 10 bis 35 Leichen in 10 Stunden (3,5 Leichen pro Stunde) an.
Im Krematorium des Stammlagers wurden zwei weitere Doppelmuffelöfen installiert; am 15. Dezember 1940 waren alle drei Öfen fertiggestellt.

### Vergasungen im Stammlager

#### Beginn der Vergasungen

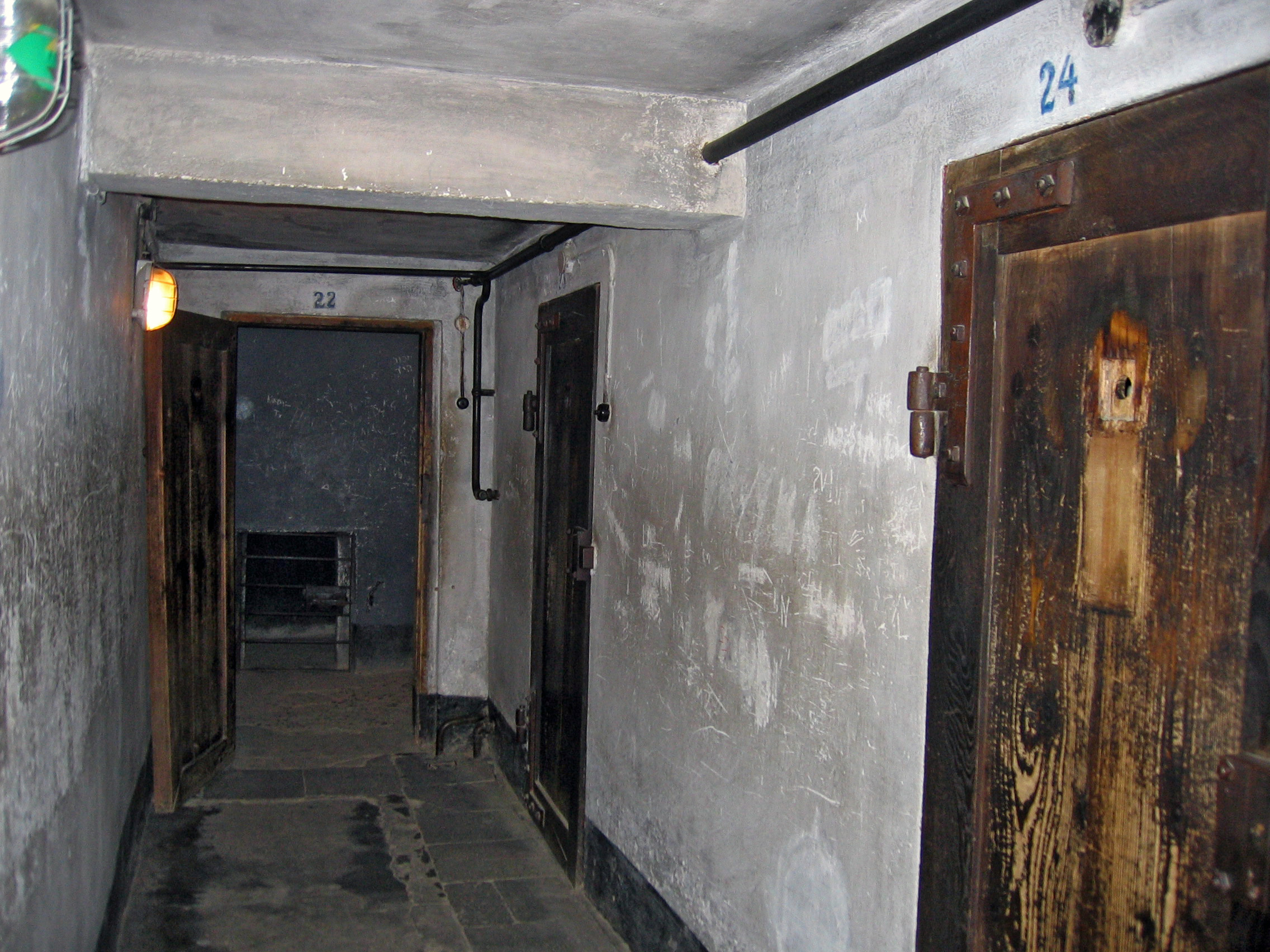
Keller von Block 11

Im August 1941 wurde Rudolf Höß zu einer Besprechung mit Adolf Eichmann nach Berlin in das Judenreferat IV B4 des RSHA bestellt. Während der Abwesenheit von Höß vergaste sein Stellvertreter, SS-Hauptsturmführer Karl Fritzsch, eigenmächtig sowjetische Kriegsgefangene in einem Keller. Fritzsch bezeichnete sich deshalb danach als „Erfinder der Zyklon-B-Methode“. Nach dem erfolgreichen Einsatz von Zyklon B durch Karl Fritzsch einigten sich Höß und Eichmann auf den Einsatz dieses Produktes zur Judenvernichtung.
Fachhistoriker datieren die erste Massenvergasung im Stammlager mehrheitlich auf Anfang September 1941; vereinzelt wird eine Spanne bis Dezember 1941 für möglich gehalten. Nach der weitverbreiteten Version von Danuta Czech stellt sich der Ablauf wie folgt dar:
Ende August 1941 habe Fritzsch in Abwesenheit des Kommandanten Höß im Keller des Blocks 11 probeweise Häftlinge mit Zyklon B ermordet. Nach der Rückkehr des Kommandanten wurde Block 11 am 2. September geräumt, um am darauf folgenden Tag 600 sowjetische Kriegsgefangene und 250 Kranke in dessen Keller zu vergasen. Am Morgen des 4. Septembers wurde der Keller mit Gasmaske betreten. Da noch einige Gefangene lebten, wurde noch einmal Zyklon B eingeschüttet. Am Nachmittag waren alle Gefangenen tot, es wurden die Türen geöffnet und die Abdichtungen der Fenster entfernt. In der Nacht zum 5. September wurden die Leichen aus dem Keller geholt und entkleidet.

#### Gaskammer im Stammlager
Die ebenerdige Leichenhalle des Krematoriums im Stammlager, auch als Leichenkeller bzw. Leichenraum bezeichnet, wurde durch Einschlagen von Einwurf-Löchern in die Decke zur Gaskammer umgebaut. Da der Raum über eine Lüftung mittels eines Gebläses verfügte und man durch die Einwurflöcher das Zyklon B besser verteilen konnte, war – anders als bei der vorhergehenden Vergasung im Keller von Block 11 – ein reibungsloser Betrieb möglich. Am 16. September 1941 wurden erstmals 900 Kriegsgefangene in der Leichenhalle des Krematoriums I vergast. Der Raum wurde von diesem Zeitpunkt an als Gaskammer verwendet, bis die Vergasungen in die Anlagen im KZ Auschwitz-Birkenau verlegt wurden. Die Leichenhalle wurde danach noch als Hinrichtungsstätte durch Erschießen verwendet und 1944 zu einem Luftschutzbunker umgebaut. Nach Kriegsende wurden das Krematorium und die Gaskammer rekonstruiert.

## Birkenau

### Krematorium II und III

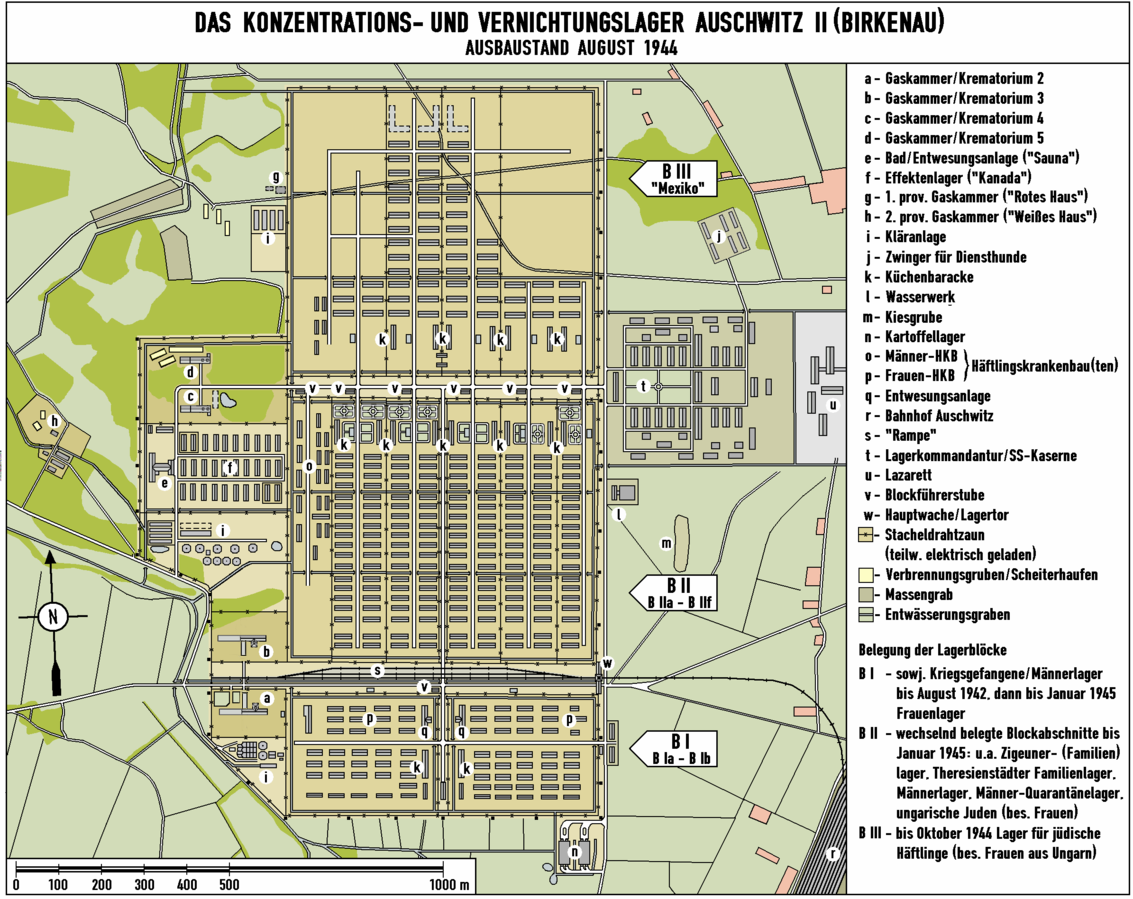
Lagerplan Auschwitz-Birkenau (Ausbaustand August 1944)

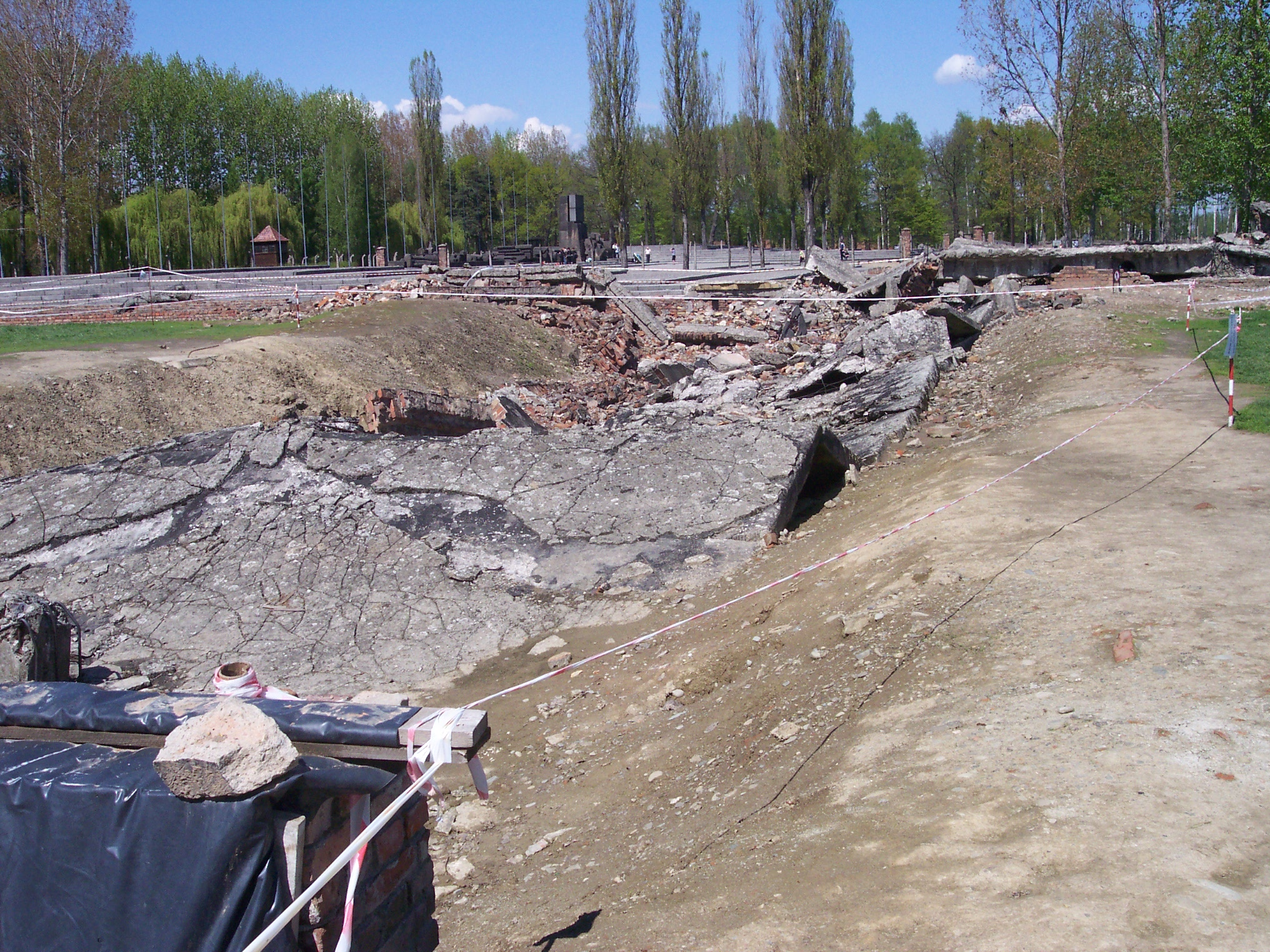
Ruine der Gaskammer Krematorium II (2006)

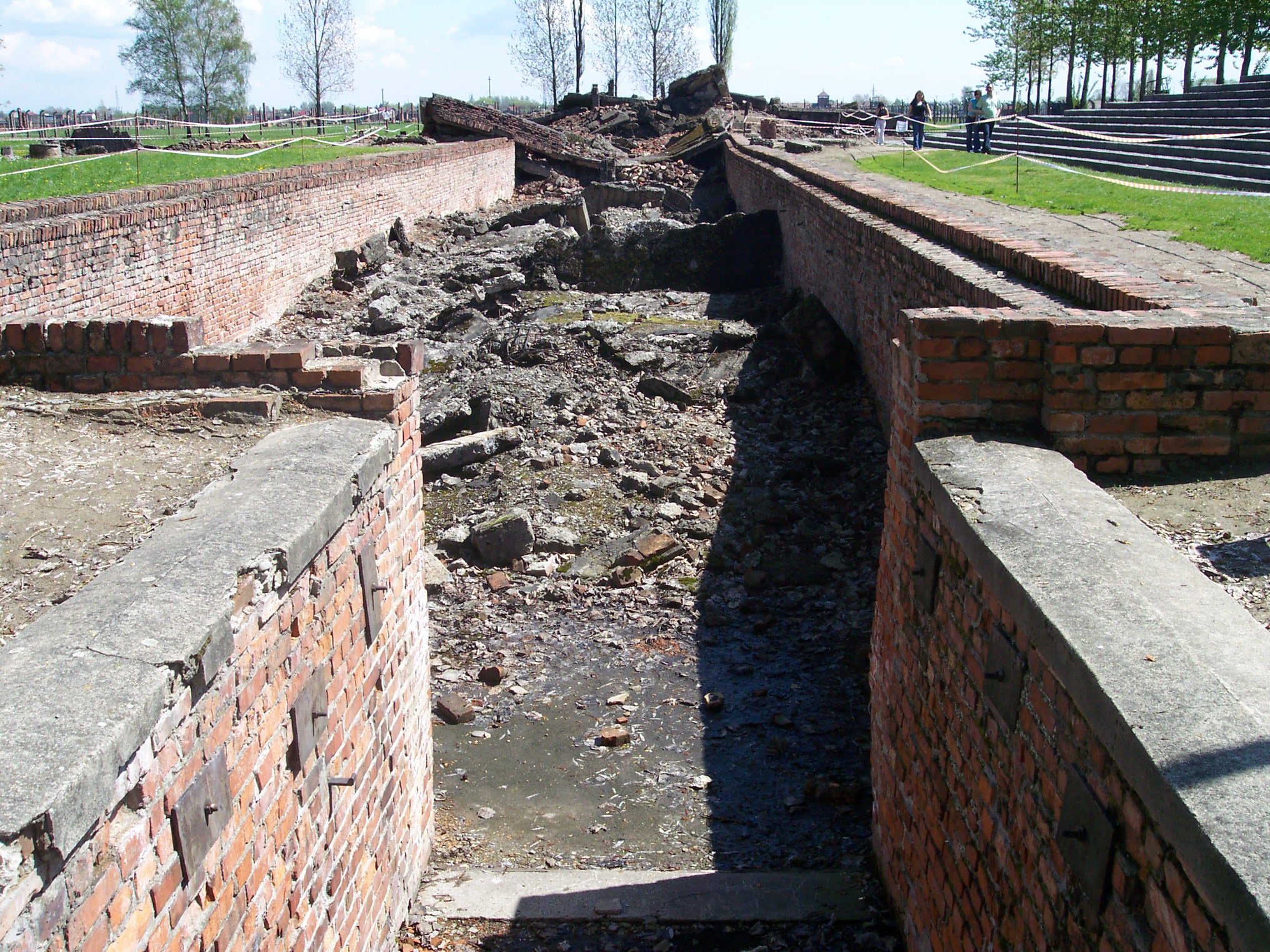
Eingang zum Auskleideraum Krematorium III (2006)

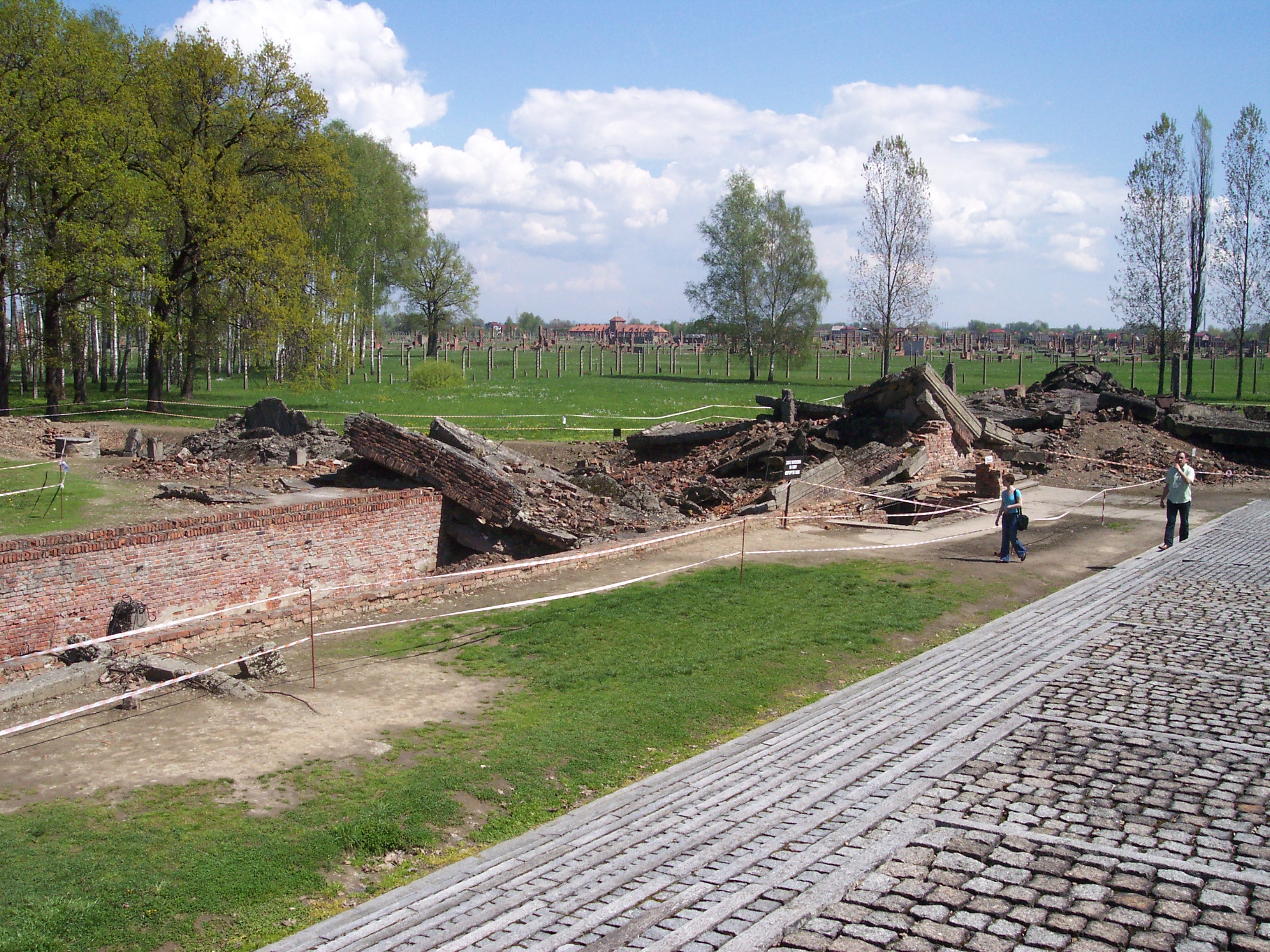
Ruine des Krematoriums III (2006)

Alle vier Gaskammer-Gebäude von Lagerteil 2 (KZ A-Birkenau) gingen 1943 in Betrieb. Die Krematorien II und III beinhalteten jeweils einen im Untergeschoss liegenden Leichenkeller/Umkleideraum und die anschließende Gaskammer. Darüber befand sich im Erdgeschoss jeweils ein Krematorium mit mehreren in Reihe montierten Öfen, in denen die Leichen der Ermordeten verbrannt wurden. Ende 1943 wurden die etwa 210 Quadratmeter großen Gaskammern geteilt. Die nahezu baugleichen Krematorien II und III trugen die Bezeichnung BW30 und BW30a. In diesen Krematorien waren jeweils fünf Dreimuffelöfen der Firma Topf installiert. Das Krematoriumsgebäude war teilunterkellert. In den Bauplänen sind die Kellerräume als Leichenkeller und später in nummerierter Form als Leichenkeller I und II bezeichnet. Der Leichenkeller II wurde als Auskleideraum genutzt, der Leichenkeller I als Gaskammer. Die Maße der Gaskammer (Leichenkeller I) betragen 30 Meter auf 7 Meter bei 2,41 Meter Höhe, die des Auskleideraumes (Leichenkeller II) 49,5 Meter auf 7,9 Meter bei 2,30 Meter Höhe.
Das Krematorium II wurde am 13. März 1943 in Betrieb genommen und war bis zum 24. November 1944 fortlaufend 603 Tage in Betrieb. Das Krematorium III war ab dem 25. Juni 1943 etwa 517 Tage in Betrieb, wahrscheinlich bis zum 24. November 1944. Die Vergasungen mit Zyklon B wurden wahrscheinlich am 25. Oktober 1944, spätestens jedoch am 2. November 1944 eingestellt; anschließend wurde mit der Demontage der Gaskammern begonnen. Die Gaskammern waren demnach 20 bis 30 Tage kürzer in Betrieb als die Krematorien.
Es kann nicht mit Sicherheit festgestellt werden, ob in der ursprünglichen Planung von Krematorium II die Verwendung eines Kellerraums als Gaskammer schon vorgesehen war. Im ursprünglichen Plan vom 2. Oktober 1941 ist eine Treppe mit mittiger Rutsche für Leichen eingezeichnet. Die Länge war noch nicht festgelegt, auf den Plänen befindet sich der Hinweis „Länge nach Bedarf“. Die Doppeltüren von Leichenkeller I waren nach innen öffnend eingezeichnet. Die Pläne wurden mehrfach modifiziert, um die Verwendbarkeit von Leichenkeller I als Gaskammer und Leichenkeller II als Auskleideraum zu ermöglichen. Im Plan vom 19. Dezember 1942 sind die Doppeltüren von Leichenkeller I nach außen öffnend eingezeichnet. Diese Tür ließ sich nach der Vergasung problemlos wieder öffnen. Die vorgesehene Treppe mit Leichenrutsche wurde entfernt und ein Eingang für SS-Personal zur Straßenseite vorgesehen. Am Ende von Leichenkeller II wurde eine Treppe vorgesehen, über die der spätere Auskleideraum zu erreichen war.
Einwurf des Zyklon B
Zum Einbringen des Zyklon B in die Gaskammer waren vier Öffnungen in der Decke vorhanden, die in je eine schwere Gittersäule mündeten. Das Zyklon B wurde in eine aus Drahtgitter und Blech bestehende Vorrichtung eingeführt und an einer Schnur oder einem Draht in diese Säulen abgelassen. Der Häftling Michal Kula stellte diese Drahtgittersäulen her und beschrieb diese umfangreich:

„[…] Unter anderem wurden in der Schlosserei die falschen Duschen für die Gaskammern und die Netzsäulen zur Einschüttung der Zyklongranulate in die Gaskammern hergestellt. Diese Säule war 3 Meter hoch, mit einem Durchmesser von ca. 70 cm. Diese Säule bestand aus drei ineinander eingefügten Netzen. Das äußere Netz war aus 3 mm dickem Eisendraht gefertigt, der auf 50 × 10 mm messenden Eckpfeilern aufgespannt war. Diese Eckpfeiler befinden sich in allen Ecken des Netzes und waren im oberen Teil durch einen Pfeiler desselben Typs miteinander verbunden. Die Maschen des Netzes waren viereckig und maßen 45 mm. Das zweite Netz war auf dieselbe Art gefertigt und im Abstand von 150 mm innerhalb des ersten installiert. Die Maschen dieses Netzes waren viereckig und maßen ca. 25 mm. Beide Netze waren in den Ecken durch eine Eisenstange verbunden. Der dritte Teil der Säule war mobil. Es war eine leere Säule aus dünnem Zinkblech mit einem Durchmesser von rund 150 mm. Oben mündete sie in einen Kegel und unten in ein flaches Viereck. Etwa 25 mm von den Rändern dieser Säule waren auf dünnen Blechstäben Eckpfeiler aus Blech angeschweißt. Über diese Eckpfeiler war ein feines Netz mit viereckigen Maschen von ca. 1 mm Größe gezogen. Dieses Netz endete am Fuß des Kegels; von da führte ein Rahmen aus Blech ganz nach oben bis zur Spitze des Kegels. Der Inhalt einer Zyklonbüchse wurde von oben in den zur Ausstreuung [der Granulate] dienenden Kegel geschüttet, und so wurde eine gleichmäßige Verteilung des Zyklons auf allen vier Seiten der Säule erreicht. Nach der Verdunstung des Gases wurde die ganze innere Säule nach oben gezogen, und man nahm die entleerten Trägergranulate heraus…“

Im Jahr 2000 führten das Holocaust History Project und Harry W. Mazal eine umfangreiche Untersuchung inklusive Luftbildaufnahmen zu den Durchbrüchen in der teilweise erhaltenen Decke der Gaskammer in Krematorium III durch. Diese konnten die von Zeugen beschriebene und auf Luftbildaufnahmen der Royal Air Force zu sehende Position der Einwurföffnungen bestätigen. Allerdings besaßen die gefundenen quadratischen Öffnungen eine Seitenlänge von 50 Zentimetern, weshalb davon ausgegangen wird, dass nur das innere Drahtgitternetz durch die Durchbrüche geführt wurde. Das äußere Drahtgitternetz endete in diesem Fall an der Decke. Eine alternative Erklärung ist, dass Kula bei seiner Angabe von 70 Zentimetern Durchmesser das Maß von Ecke zu Ecke gemeint hat. Dies würde eine quadratische Fläche der Seitenlänge 49,5 Zentimeter ergeben; die komplette Säule würde somit durch die Durchbrüche passen.

### Krematorium IV und V
In den baugleichen Krematorien IV und V war je ein Achtmuffelofen der Firma Topf installiert. Der Achtmuffelofen hatte einen spiegelbildlichen Aufbau mit je vier Muffeln (Brennkammern) an einer Seite. Das Krematorium IV wurde bereits am 7. Oktober 1944 außer Betrieb gesetzt, nachdem das Sonderkommando bei einem Aufstand an diesem Tag das Krematorium und die Gaskammern teilweise zerstört hatte. Das Krematorium IV war 562 Tage lang vom 22. März 1943 bis zum 7. Oktober 1944 in Betrieb, das Krematorium V ab dem 4. April 1943 bis Mitte Januar 1945. Bis in die letzten Tage vor der Sprengung am 26. Januar 1945 fanden hier Exekutionen statt und wurden Leichen verbrannt. Die Krematorien waren nicht unterkellert, sondern komplett ebenerdig aufgebaut. Deshalb konnten die Gaskammern durch die Türen gelüftet werden und benötigten keine Zwangsentlüftung mittels Gebläse.
Die Gaskammern hatten eine Gesamtfläche von 236 Quadratmetern und bestanden aus zwei großen und zwei kleinen Räumen. Die großen Räume hatten eine Grundfläche von fast 100 Quadratmetern und waren durch Türen nach außen belüftbar und räumbar. Sie waren durch Öfen beheizbar, um auch im Winter die schnelle Freisetzung des Blausäure-Gases aus Zyklon B sicherzustellen. Durch die unterschiedlichen Raumgrößen konnten auch kleinere Transporte ohne „Verschwendung“ von Zyklon B vergast werden.
Das Zyklon B wurde durch Einwurföffnungen mit gasdichten Türen (30 cm × 40 cm) von außen in die Räume eingeworfen. Die Einwurföffnungen waren sehr hoch angebracht, sodass der SS-Desinfektor (ein Sanitätsdienstgrad, ausgebildet zum Umgang mit Zyklon B) den Inhalt der Zyklon-B-Dosen mit einer Leiter einschütten musste.

### Bunker I (auch „Rotes Haus“)
Beim Bunker I handelte es sich um das Bauernhaus des Bauern Josef Wichaj (Wiechuja), der von seinem Anwesen vertrieben wurde. Das Haus war nicht verputzt und wurde deshalb auch wegen der roten Ziegelsteine als „Rotes Haus“ oder „kleines rotes Haus“ bezeichnet. Es wurde am 20. März 1942 erstmals für Vergasungen benutzt, als man versuchsweise eine kleine Gruppe von „Schmelt-Juden“ umbrachte. Am 4. Mai wurden 1000 kranke Lagerinsassen vergast, im Laufe des Monats wurden weitere 5200 Juden aus der umliegenden Gegend ermordet. Am 4. Juli 1942 traf der erste Transport mit Juden aus der Slowakei ein; nach einer Selektion wurden die meisten Ankömmlinge im „roten Haus“ umgebracht.
Die Grundfläche betrug 90 Quadratmeter und war in zwei Gaskammern aufgeteilt. Zur Vergasung wurde Zyklon B in Öffnungen an der Seitenwand eingeworfen. Ein Arbeitskommando von circa 20 Männern holte die Leichen aus der Gaskammer und vergrub diese in einem Massengrab neben dem Bauernhaus. Die Mitglieder dieses Arbeitskommandos wurden später im Häftlings-Krankenbau mit Phenol-Injektionen getötet. Das Haus wurde im Frühjahr 1943 komplett abgerissen.
Bei den Arbeiten für das Buch Auschwitz. Nationalsozialistisches Vernichtungslager identifizierte der Historiker Franciszek Piper den genauen Standort des roten Hauses aufgrund der Grundbuchauszüge. Auf der Position des roten Hauses war 1955 von den Eigentümern des Grundstücks ein neues Haus errichtet worden. Im Jahr 2002 wurde das Gelände vom Vorsitzenden des französischen Yad-Vashem-Komitees, Richard Prasquier, dem Eigentümer Andrzej Czarnik für die Summe von US$ 100.000 abgekauft. Ein Team des Museums Auschwitz-Birkenau hat die neu errichteten Gebäude entfernt und das Gelände in eine Gedenkstätte umgewandelt.

### Bunker II (auch „Weißes Haus“, „Bunker V“, „Freianlage“)

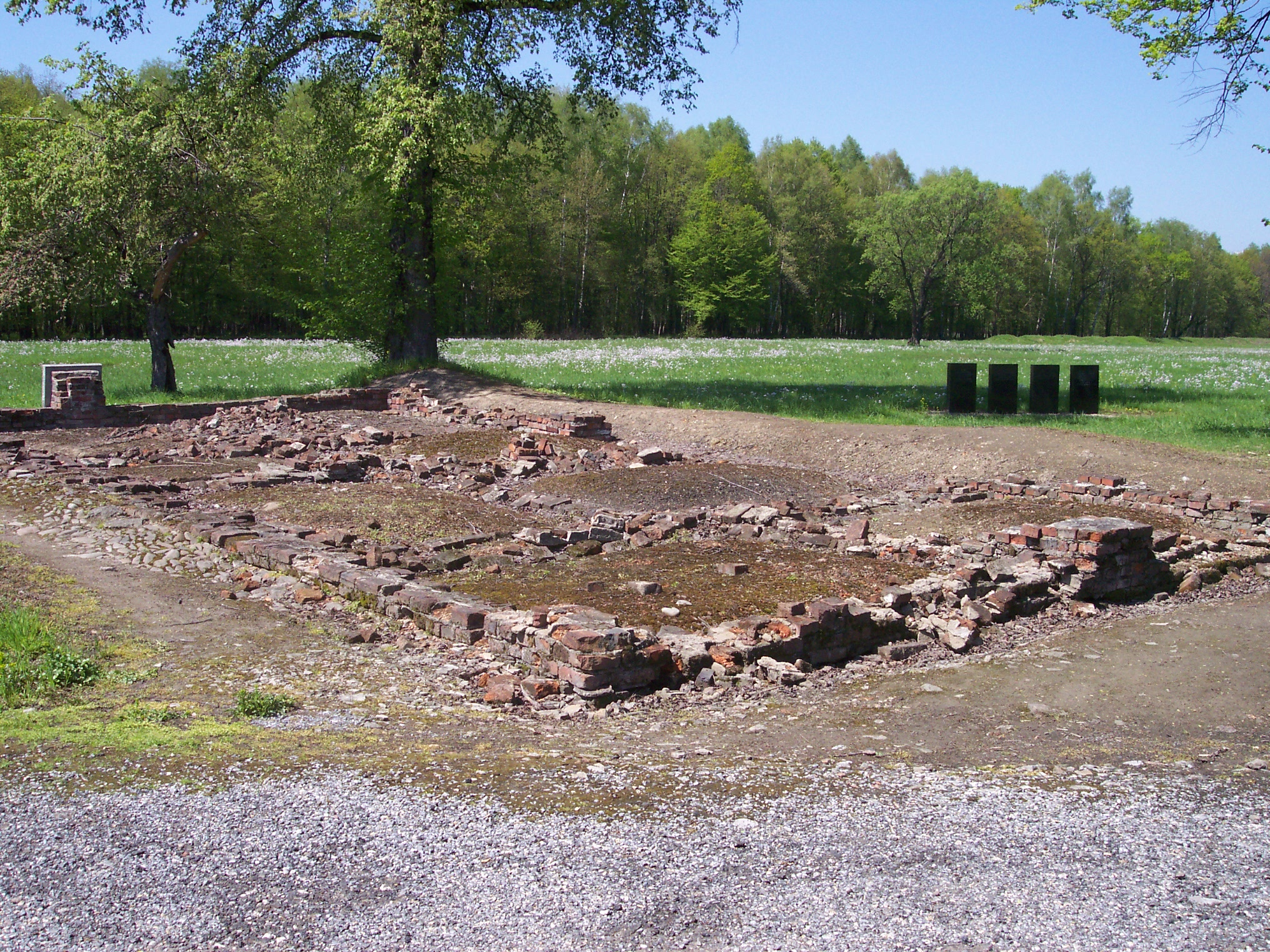
Grundmauern von Bunker II (bzw. später „Bunker V“ oder „Freianlage“) (2006)

Beim Bunker II handelte es sich um das Bauernhaus des Bauern Józef Harmata, der ebenfalls vertrieben worden war. Das Bauernhaus war weiß verputzt und wurde deshalb „Weißes Haus“ genannt. Es lag etwa zweihundert Meter Luftlinie westlich des späteren Aufnahmegebäudes, der sogenannten „Zentralsauna“ (Bauwerk BW 32), im Wald und wurde von Mitte 1942 bis zum Frühjahr 1943 und von Mai 1944 bis in den Herbst 1944 als Gaskammer genutzt. Im ersten Nutzungszeitraum (1942–1943) wurde das weiße Haus als „Bunker II“ bezeichnet, im zweiten Nutzungszeitraum (1944) wurde es als „Bunker V“ bzw. „Freianlage“ bezeichnet. Die Grundfläche betrug 105 Quadratmeter.
Im „Weißen Haus“ gab es vier unterschiedlich große Gaskammern, die mit je zwei Türen versehen waren. Die Entlüftung und der Abtransport der Leichen wurde somit im Vergleich zu Bunker I wesentlich vereinfacht.

### Verbrennungsgruben

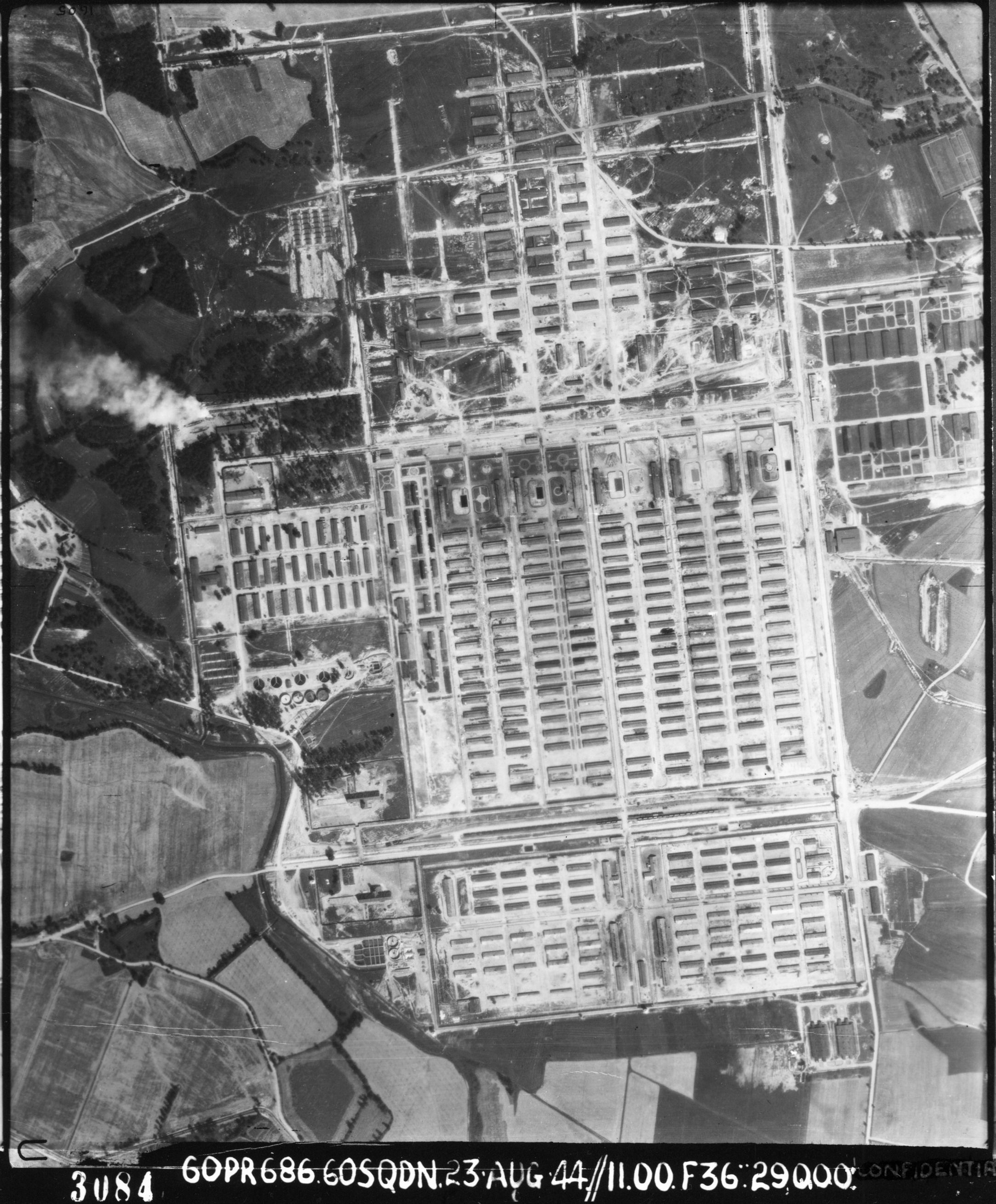
RAF-Luftaufnahme Birkenau, aufsteigender Rauch der Verbrennungsgruben (23. August 1944)

Nachfolgender Abschnitt zeigt davon zwei Beispiele.
- Entfernen der Massengräber bei Bunker I+II
 Bei den Gaskammern Bunker I und Bunker II wurden bis Herbst 1942 Massengräber angelegt, um die Leichen der Vergasten zu beseitigen. Während des sehr heißen Sommers 1942 wurde dies zunehmend zu einem Problem, weil durch die Verwesung Gase und Flüssigkeiten an die Oberfläche kamen. Der in der gesamten Umgebung wahrnehmbare Gestank und die Gefährdung für das Grundwasser zwangen die Lagerleitung zum Handeln.
Im Zuge der Sonderaktion 1005 wurden unter Leitung von SS-Standartenführer Paul Blobel bereits seit Sommer 1942 einige Massengräber von den Einsatzgruppen der Sicherheitspolizei und des SD geöffnet und die Leichen verbrannt. Am 17. September 1942 reiste Höß in Begleitung von SS-Obersturmführer Franz Hößler zu Blobel ins Vernichtungslager Kulmhof, um sich diese Aktion vorführen zu lassen.[11] Die Leichen wurden auf Scheiterhaufen verbrannt und die Knochenreste mittels einer Knochenmühle zerkleinert. Nach der Rückkehr nach Auschwitz bestellte Höß bei der Firma Schriever AG in Hannover eine Knochenmühle für Auschwitz.[12]
Unter Leitung von Hößler wurde mit der Öffnung der Massengräber am 21. September 1942 begonnen. Um die Arbeit durchführen zu können, wurde unter den jüdischen Häftlingen ein Sonderkommando für die Leichenverbrennung aufgestellt. Zunächst wurden die Leichen auf Scheiterhaufen verbrannt, die auf Eisenbahnschienen aufgesetzt wurden. Später wurden die Leichen in großen Verbrennungsgruben von 30 m Länge, 7 m Breite und 3 m Tiefe verbrannt. Dabei wurden abwechselnd Holz und Leichen aufeinander geschichtet. Nachdem die Asche erkaltet war, wurden die Gruben geleert und die Knochenreste in der Asche zerkleinert. Die Asche wurde dann zur Soła, einem Nebenfluss der Weichsel, gefahren und an Stellen mit starker Strömung in den Fluss geschüttet. Ende November 1942 waren die Massengräber bei Bunker I und II beseitigt.
Daraufhin wurde Anfang Dezember 1942 das erste Sonderkommando zur Gänze getötet.

- „Ungarn-Aktion“ hinter Krematorium V und Bunker II

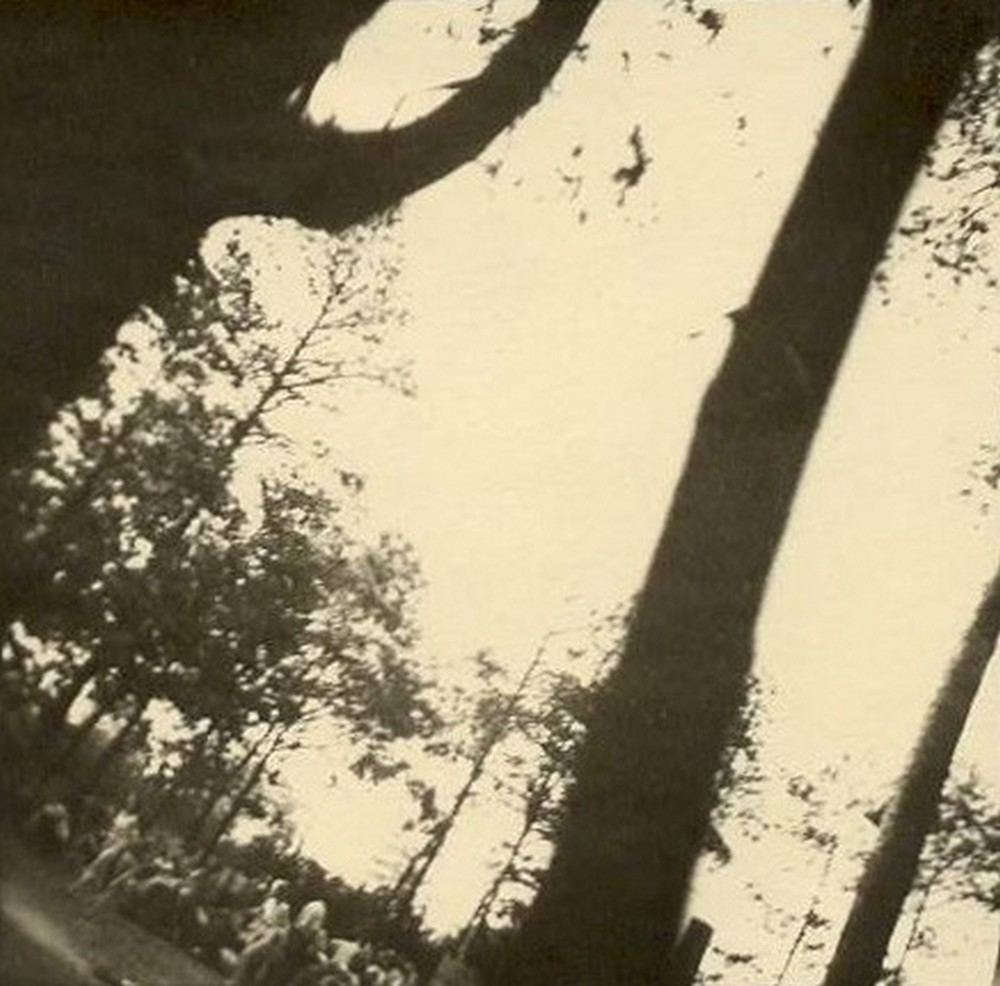
Ausgekleidete wartende Menschen vor Krematorium V; eine der Sonderkommando-Fotografien, aufgenommen vermutlich vom KZ-Häftling Alberto Errera

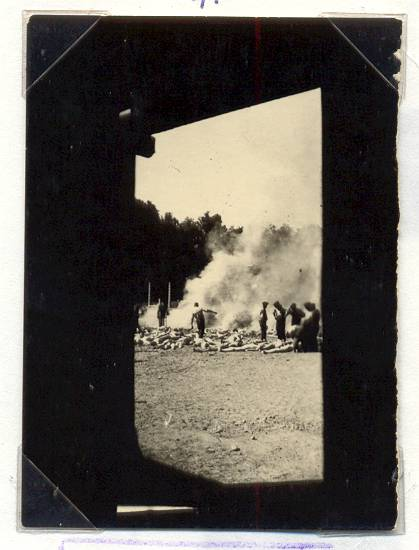
Leichenverbrennung durch Mitglieder des Sonderkommandos in den Verbrennungsgruben hinter Krematorium V; eine der Sonderkommando-Fotografien, aufgenommen vermutlich von Alberto Errera

 Ausgekleidete wartende Menschen vor Krematorium V; eine der Sonderkommando-Fotografien, aufgenommen vermutlich vom KZ-Häftling Alberto ErreraLeichenverbrennung durch Mitglieder des Sonderkommandos in den Verbrennungsgruben hinter Krematorium V; eine der Sonderkommando-Fotografien, aufgenommen vermutlich von Alberto ErreraWährend der „Ungarn-Aktion“ von Frühjahr bis Herbst 1944 waren die eintreffenden Transporte so groß, dass die SS in der gewünschten kurzen Zeit nicht alle Ermordungen ausführen konnte. Deshalb wurde die Gaskammer im Bauernhaus „Bunker II“ wieder in Betrieb genommen, allerdings unter der Bezeichnung „Bunker V“ bzw. „Freianlage“. Die Krematorien wurden zu dieser Zeit als I bis IV bezeichnet, da das Krematorium im Stammlager nicht mehr genutzt wurde. Somit ergab sich in dieser Zeit die Bezeichnung „Bunker V“ für die Gaskammer Bunker II.
Sowohl beim Bauernhaus „Bunker II“ als auch hinter Krematorium V (zu dieser Zeit als IV bezeichnet) wurden Verbrennungsgruben errichtet, um die große Zahl an Leichen verbrennen zu können. Ein Sonderkommando-Häftling, vermutlich Alberto Errera, hat aus einer Tür des Krematorium V zwei Fotos von der Arbeit an einer Verbrennungsgrube gemacht, die zeigen, wie Mitglieder des Sonderkommandos im Begriff sind, die vor der Grube liegenden Leichen ins Feuer der Grube zu werfen. Ein weiteres Foto, das von der anderen Seite des Krematoriums aus gemacht wurde, zeigt eine Szene mit einer Menge, teilweise schon entkleideter Menschen, die unmittelbar davor ist, in die Gaskammer des Krematoriums geführt zu werden (ein viertes Foto wurde zu einem Fehlschuss). Diese Fotos gelangten am 4. September 1944 in die Hände des polnischen Widerstandes.[13]
Von vielen Häftlingen des Sonderkommandos wurde berichtet, dass an den Enden der Verbrennungsgruben Vertiefungen waren, in die über eine mittig angelegte Rinne das Fett der Leichen hineinfloss. Dieses wurde mittels an Stangen angebrachter Eimer herausgeschöpft und als Brennstoff über die Leichen gegossen. Dieses Rinnensystem hatte Hauptscharführer Otto Moll erdacht, und er gab beim Anlegen der Verbrennungsgruben genaue Anweisungen, wo und wie die Rinnen und Vertiefungen angelegt werden mussten. So sollte offensichtlich die Verbrennung beschleunigt und der Bedarf an Brennholz reduziert werden.[14]

## Gaskammern

### Personenzahl
Bei der Beurteilung der Kapazität der Gaskammern wird vom Historiker Franciszek Piper auf die „Straßenbahn-Bau- und Betriebsordnung“ (BOStrab) vom 31. August 1965 verwiesen. Hierbei wird die Stehplatzfläche pro Person mit 0,125 Quadratmetern angegeben (acht Personen pro Quadratmeter). Hiernach ergeben sich für die einzelnen Gaskammern folgende Kapazitäten:
| Bezeichnung          | Grundfläche | Personenzahl |
| -------------------- | ----------- | ------------ |
| Bunker I             | 90 m2       | 720          |
| Bunker II            | 105 m2      | 840          |
| Krematorium II + III | 2 × 210 m2  | 2 × 1680     |
| Krematorium IV + V   | 2 × 236 m2  | 2 × 1888     |
| Insgesamt            | 1087 m2     | 8696         |

### Vergasung und Lüftung

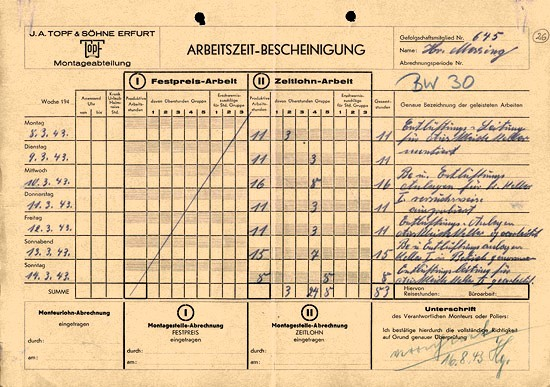
Arbeitszeitbescheinigung Einbau Lüftung in Krematorium II (BW30); Originaldokument vom 16. August 1943

Die Bauernhäuser und Gaskammern in den Krematorien IV und V konnten durch Öffnen der Türen problemlos gelüftet werden. Eine Entlüftung über Gebläse war durch das leicht flüchtige Blausäure-Gas nicht notwendig. Um bei den großen unterirdischen Gaskammern der Krematorien II und III eine schnelle Entlüftung und damit einen hohen Durchsatz sicherzustellen, wurden diese zwangsentlüftet. Die Zwangsentlüftung erfolgte über Gebläse mit einer Umwälz-Rate von 4.800 Kubikmetern pro Stunde. Die Be- und Entlüftung der Gaskammern (in den Plänen Leichenkeller II) war beim Bau bereits vorgesehen worden. Für den Auskleideraum (in den Plänen Leichenkeller I) war beim Bau keine Lüftung vorgesehen. Diese wurde später über Rohre nachgerüstet und mit heißer Luft aus dem Krematorium beheizt.

## Krematorien
Insbesondere die in Auschwitz-Birkenau gebauten Krematorien waren keine Krematorien im damaligen und heutigen Verständnis. Die technische Ausführung und Betriebsart ist vergleichbar mit einer Kadaver-Verbrennungsanlage.

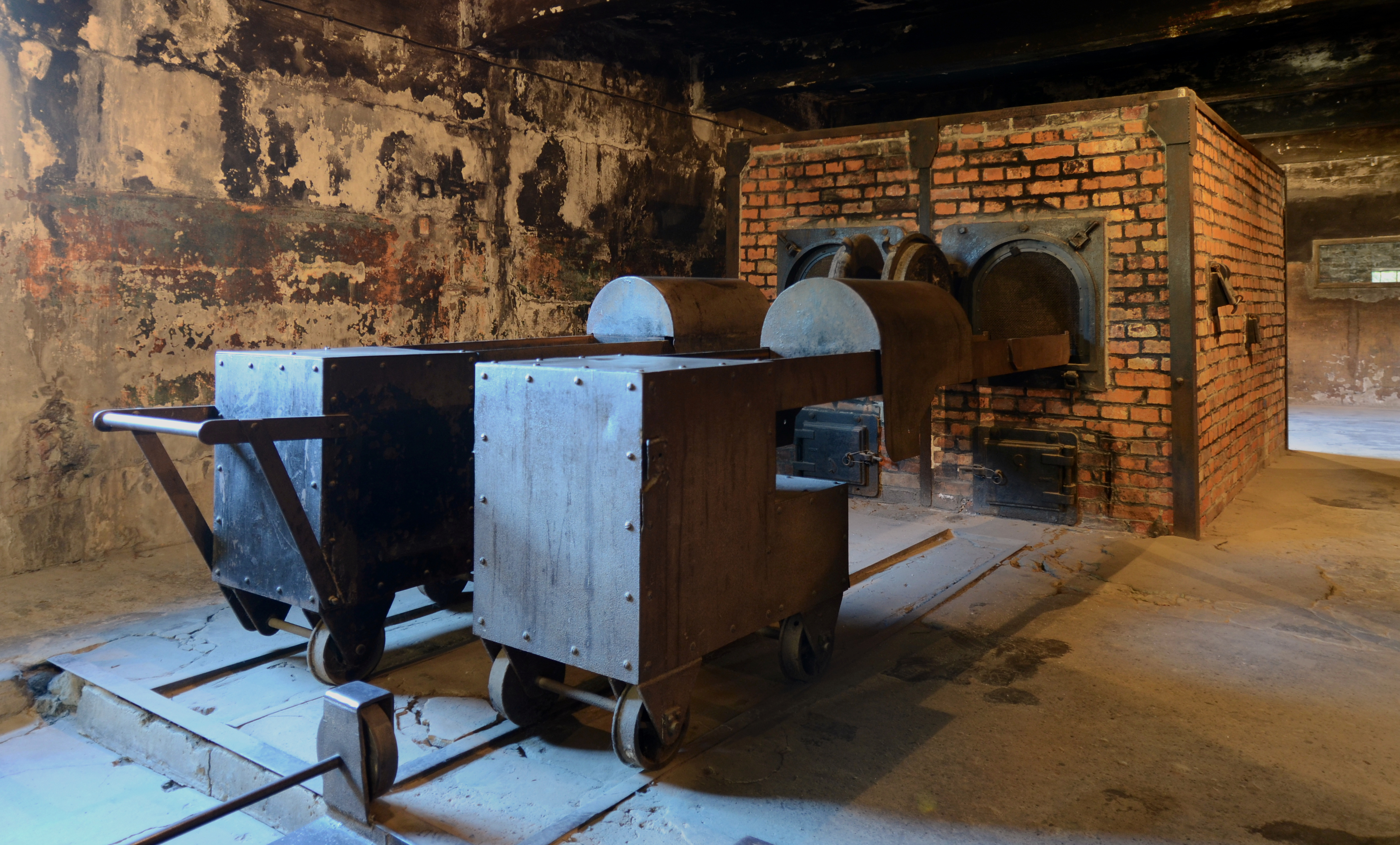
Verbrennungsöfen im Krematorium des Konzentrationslagers Auschwitz I

### Leistungsfähigkeit
Die Leistungsfähigkeit kann nur anhand weniger erhaltener Dokumente und einiger Zeugenaussagen eingeschätzt werden. Die Krematorien waren in der Lage, pro Muffel mindestens 60 bis zu 90, nach Zeugenaussagen teilweise auch über 120 Leichen in 24 Stunden zu verbrennen. Der Ernährungszustand und die Anzahl der Frauen und Kinder unter den Leichen sowie der konkrete Ofentyp (Krematorium I: Doppelmuffelofen, Krematorium II und III: Dreimuffelofen, Krematorium IV und V: Achtmuffelofen) spielten dabei eine entscheidende Rolle. Diese Kapazitäten gingen von erwachsenen Männern aus, sodass bei der Kremierung von Kindern durchaus die zwei- bis dreifache Kapazität erreichbar gewesen wäre.
- Kurt Prüfer an Topf & Söhne (September 1942) Schreiben Kurt Prüfers an Topf & Söhne (Originaldokument)

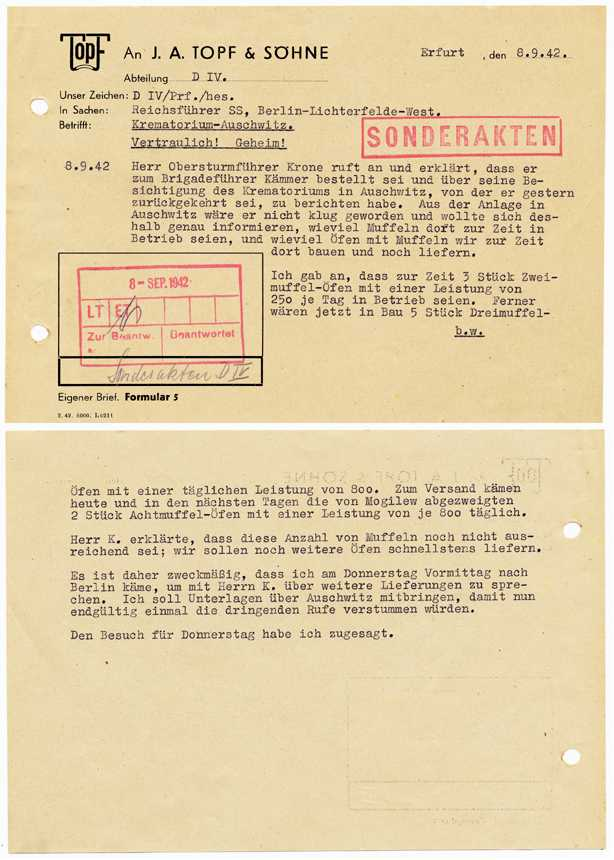
Schreiben Kurt Prüfers an Topf & Söhne (Originaldokument)

Während der Planung und dem Bau der Birkenauer Krematorien verfasste der verantwortliche Ingenieur Kurt Prüfer am 8. September 1942 eine Notiz über ein Telefonat mit dem SS-Wirtschafts- und Verwaltungshauptamt.[17] Er bezifferte die Kapazität des bestehenden Krematoriums I mit 250 Leichen pro Tag. Es seien in Bau fünf Dreimuffel-Öfen für insgesamt 800 Leichen; außerdem würden zwei weitere – ursprünglich für Mogiljow vorgesehene – Achtmuffelöfen versendet werden. Es ist nicht angegeben, ob sich diese „Tagesleistung“ auf 24 Stunden oder einen kürzeren Zeitraum bezieht.

Am 15. November 1942 forderte Kurt Prüfer nach der Inbetriebnahme der Topf-Dreimuffelöfen im Krematorium Buchenwald die vom Arbeitgeber zugesagte Entschädigung für den Einsatz seiner Freizeit ein. Dabei gibt er an, dass die Öfen ein Drittel mehr leisten, als von ihm vorgesehen war. Dies würde bezüglich der Krematorien II und III eine Steigerung von 800 auf 1067 Leichen pro Tag bedeuten.
- Zentralbauleitung und WVHA (28. Juni 1943) Meldung Zentralbauleitung Originaldokument

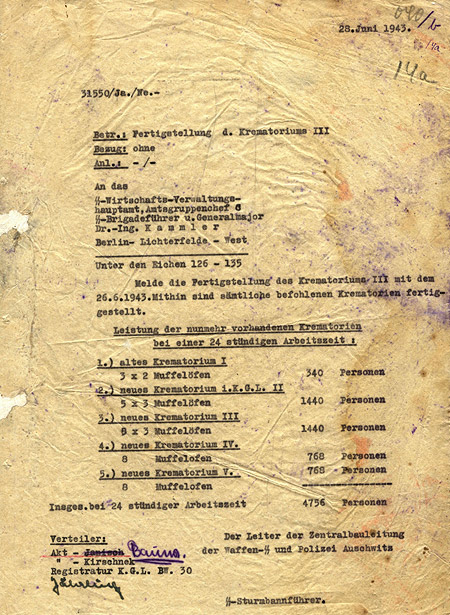
Meldung Zentralbauleitung Originaldokument

 Am 28. Juni 1943 meldet die lokale SS-Zentralbauleitung dem Wirtschafts- und Verwaltungshauptamt (WVHA) die Fertigstellung und die Leistungsfähigkeit der Krematorien im KZ A-Birkenau.[19][20] Diese Daten werden von Jean-Claude Pressac als „interne Propagandalüge“ bezeichnet, ihre Gültigkeit bestreitet er jedoch nicht grundsätzlich.[21] Die Daten basieren auf Leistungsmessungen der Krematorien, die laut Aussage des Sonderkommando-Häftlings Henryk Tauber ab dem 4. März 1943 in Krematorium II begannen.[22] In der 2018 erschienen Quellenedition VEJ werden diese Zahlenwerte infrage gestellt und angemerkt, dass die Krematorien II und III eine tatsächliche Verbrennungskapazität von jeweils ca. 2500 Personen am Tag besaßen; in den Krematorien IV und V konnten je ca. 1500 Leichen täglich verbrannt werden. Die im Dokument vermerkten Zahlen wurden demnach niedriger angegeben, um die zahlreichen Unterbrechungen des Verbrennungsbetriebs durch Konstruktionsfehler und Havarien auszugleichen.[23]

- KZ Gusen Kremierungsliste
 Hinweise auf die „Leistungsfähigkeit“ der Topf-Krematorien finden sich auch außerhalb der Konzentrationslager Auschwitz. Die Kremierungsliste des KZ Gusen I enthält für den Zeitraum vom 26. September bis zum 12. November 1941 28 Einträge (Kremierungstage) an denen insgesamt 999 Leichen verbrannt wurden. Dies entspricht durchschnittlich 35,7 Leichen pro Kremierungstag. Am 7. November 1941 enthält sie einen Eintrag von 94 Leichen innerhalb von 20 Stunden.[24] Bei dem in Gusen installierten Ofen handelt es sich um einen Topf-Doppelmuffelofen, wie er im Krematorium I des Stammlagers vorhanden war. Hochgerechnet ergäbe dies 113 Leichen pro 24 Stunden oder 56,5 Leichen pro Muffel in 24 Stunden. Bezogen auf die 52 Muffeln der fünf Auschwitz-Krematorien würde dies eine Gesamtleistung von 2.938 Leichen pro 24 Stunden ergeben. Die angegebene Leichenzahl bezieht sich auf Erwachsene, da sich im Jahr 1941 im Konzentrationslager Gusen I keine Kinder befanden.

Die rechnerische Kapazität von 56,5 verbrannten Leichen pro Muffel und 24 Stunden stimmt mit den Werten (56,6 Leichen pro Muffel pro 24 Stunden) für das baugleiche Krematorium im Stammlager (Topf-Doppelmuffelofen) nahezu exakt überein. Die SS-Zentralbauleitung meldete am 28. Juni 1943 nach Kremierungsversuchen mit den Leichen erwachsener Männer für das Krematorium I (drei Doppelmuffelöfen) eine Gesamtkapazität von 340 Leichen in 24 Stunden. Dies ergibt pro Muffel rechnerisch eine Kapazität von 56,5 Leichen in 24 Stunden.
Dieser rein rechnerische Vergleich zeigt, dass die Kapazitätsangaben der SS-Zentralbauleitung tatsächlich auf Messungen beruhten. Des Weiteren wird somit die Zuverlässigkeit der Aussage des Sonderkommando-Häftlings Henryk Tauber bestätigt, der über diese Kremierungs-Versuche berichtet hatte. Da insgesamt 999 Leichen, also 499,5 pro Muffel, verbrannt wurden, wird auch die Behauptung widerlegt, dass die Muffeln nach 300 Kremierungen ausgebrannt waren und umfangreich repariert werden mussten. Die Topf-Krematorien waren demnach bereits 1941 in der Lage, die angegebene „Leistung“ zu erbringen.

### Brennstoffbedarf
In einer Schätzung der Zentralbauleitung vom 17. März 1943 wird der voraussichtliche Koksverbrauch des Krematoriums genannt. Er wird für eine 12-Stunden-Schicht mit je 2.800 Kilogramm für die Krematorien II und III angegeben. Für die Krematorien IV und V werden für 12 Stunden je 1.120 Kilogramm angegeben.
Die neuen, in Birkenau eingesetzten Topf-Öfen waren für die damalige Zeit sehr effizient. Der Dreimuffelofen hatte auf der linken und der rechten Seite je eine Feuerung, die auch die dritte Muffel versorgten. Der Achtmuffelofen besaß vier Feuerungen. Diese Konstruktion diente dazu, Brennstoff einzusparen, da die inneren Muffeln ohne eigene Befeuerung auskamen. Des Weiteren wurde die zur Verbrennung eingeblasene Luft mit einem sogenannten Rekuperator (einem Wärmetauscher) durch die heißen Abgase erwärmt und damit die Abgaswärme rückgewonnen. Bei der Leichenverbrennung wird Energie frei. In der Topf-Bedienungsanleitung ist angegeben, dass nach jeder Kremierung die Temperatur im Ofen steigt. Der Ofen musste deshalb ab 1100 °C (1000 °C beim Dreimuffelofen) durch Einblasen von Luft gekühlt werden.
Die bei der Leichenverbrennung freiwerdende Wärme kann man mit der freiwerdenden Wärme bei der Verbrennung von pathologischem Abfall vergleichen. Dieser Abfall wird als sogenannter „Typ IV“-Abfall klassifiziert und entsteht zum Beispiel in Schlachthöfen oder bei der Tierpräparation. Es handelt sich dabei um Leichenteile und Schlachtabfälle mit einem maximalen Wassergehalt von 85 Prozent und maximal 5 Prozent unverbrennbaren Restsubstanzen. Für diesen Abfall gibt das „Incineration Institute of America“ einen Heizwert von 2300 Kilojoule pro Kilogramm an (1000 BTU/pound). Der Hersteller Simonds gibt für seinen Verbrennungsofen für pathologische Abfälle denselben Heizwert an. Die Konstruktion basiert auf exzessivem Einblasen von Luft und ähnelt damit den in Auschwitz installierten Topf-Krematorien. Das Beschickungsintervall wird von Simonds mit 15 Minuten angegeben.
Während des Dauerbetriebes wird also ein Großteil der benötigten Energie aus der Leichenverbrennung selbst bezogen. Dies erklärt den geringen Brennstoffbedarf im Dauerbetrieb.

### Sonderkommando
Aus einem Bericht der Abteilung „Arbeitseinsatz“ vom 28. Juli 1944 geht zum Beispiel hervor, dass die Häftlinge des Sonderkommandos an diesem Tage 24 Stunden in zwei Schichten zu 12 Stunden arbeiteten: Im Krematorium I (II) arbeiteten 110 Häftlinge der Tagesschicht und 104 Häftlinge der Nachtschicht, im Krematorium II (III) 110 Häftlinge der Tagesschicht und 104 Häftlinge der Nachtschicht, im Krematorium III (IV) 110 Häftlinge der Tagesschicht und 109 Häftlinge der Nachtschicht sowie im Krematorium IV (V) 110 Häftlinge der Tagesschicht und ebenfalls 110 Häftlinge der Nachtschicht. Darüber hinaus arbeiteten 30 Häftlinge beim Entladen von Holz im Krematorium IV (V), wo die Leichen auch in Gruben unter freiem Himmel verbrannt wurden.
Ein Bericht der Abteilung „Arbeitseinsatz“ weist für den 7. September 1944 in allen Birkenauer Krematorien für Tag- und Nachtschicht zusammen 874 Häftlinge als „Heizer der Krematorien“ aus. Diese wurden von zwölf SS-Männern überwacht. Diese Personalstärke zeigt, dass ein beträchtlicher Teil der Leichen in den Krematorien verbrannt wurde, obwohl zu dieser Zeit auch Verbrennungsgruben hinter Krematorium V betrieben wurden.
Dies widerlegt die Darstellung von Rudolf Höß, dass die Leichen meistens in den Verbrennungsgruben verbrannt wurden.

### Unterschiede zu zivilen Krematorien
Im Vergleich zu einem „zivilen Krematorium“ hatten die in den Konzentrationslagern installierten Krematorien eine wesentlich höhere Leistungsfähigkeit. Dies war nur möglich, indem die Gesetze und Vorschriften zur Feuerbestattung außer Acht gelassen wurden. Die Leichen wurden in den Krematorien der Konzentrationslager wie Kadaver oder Müll verbrannt und nicht – wie in zivilen Krematorien – würdevoll eingeäschert. So erfolgte die Verbrennung der Leichen in den Krematorien der Konzentrationslager unter direkter Flammeinwirkung, ferner war die gleichzeitige Einäscherung mehrerer Leichen ohne Trennung der Asche üblich.

### Patentschrift der Firma Topf
Am 26. Oktober 1942 wurde von der Firma Topf & Söhne ein Patent für einen kontinuierlich arbeitenden Leichen-Verbrennungsofen für Massenbetrieb beim Reichspatentamt eingereicht. Diesen Ofen hatte der Topf-Ingenieur Fritz Sander entworfen; er wurde allerdings nie gebaut. Der Patentschrift lassen sich aber bestimmte Details zu den damals bereits eingesetzten Krematorien entnehmen:

„In den durch den Krieg und seine Folgen bedingten Sammellagern der besetzten Ostgebiete mit ihrer unvermeidbar hohen Sterblichkeit ist die Erdbestattung der großen Menge verstorbener Lagerinsassen nicht durchführbar. Einerseits aus Mangel an Platz und Personal, andererseits wegen der Gefahr, die in der näheren und weiteren Umgebung der vielfach an Infektionskrankheiten Verstorbenen unmittelbar und mittelbar droht. Es besteht daher der Zwang, die ständig anfallende große Anzahl von Leichen durch Einäscherung schnell, sicher und hygienisch einwandfrei zu beseitigen. […] Dabei kann natürlich nicht nach dem reichsdeutschen ‚Gesetz über die Feuerbestattung‘ vom 15. Mai 1934 mit der ergänzenden ‚Verordnung zur Durchführung des Feuerbestattungsgesetzes‘ vom 10. August 1938 verfahren werden. Es kann also nicht jeweilig nur eine Leiche eingeäschert werden und der Einäscherungsprozess kann nicht ohne Nach- und Zuheizung durchgeführt werden. Vielmehr müssen fortlaufend gleichzeitig mehrere Leichen gemeinsam eingeäschert werden, und während der Gesamtdauer des Einäscherungsprozesses müssen die Flammen und Feuergase auf die einzuäschernden Leichen unmittelbar einwirken. Eine Scheidung der Asche der mehreren gleichzeitig eingeäscherten kann nicht erfolgen, die Leichenasche kann nur gemeinsam verwahrt werden. Man kann somit bei den Vorrichtungen, die zur vorgeschilderten Beseitigung der Leichen dienen, nicht von ‚Einäscherung‘ sprechen, sondern es handelt sich tatsächlich um eine Leichenverbrennung, wie dies auch in der Bezeichnung des zum Patent angemeldeten Gegenstandes zum Ausdruck kommt. Zur Durchführung dieser Verbrennung – und zwar auch schon nach vorgeschilderten Gesichtspunkten – wurden bisher in einzelnen derartigen Lagern eine Anzahl Mehrfach-Muffel-Öfen aufgestellt, die naturgemäß periodisch beschickt werden und arbeiten. Infolgedessen befriedigen diese Öfen noch nicht voll, denn die Verbrennung geht in diesen noch nicht schnell genug vor sich, um die laufend anfallende Zahl von Leichen in möglichst kurzer Zeit zu beseitigen.“

## Formen des Gedenkens
Bei den in Israel für Jugendliche angebotenen Reisen nach Polen sind Besuche an den Gedenkstätten des von den Nationalsozialisten industrialisierten Massenmords Teil jeder Rundreise. In Erfurt existiert zudem der Erinnerungsort Topf & Söhne. Er befindet sich im ehemaligen Verwaltungsgebäude der Firma J. A. Topf & Söhne, welche im Konzentrationslager Auschwitz-Birkenau Krematoriumsöfen sowie die Lüftungstechnik für die Gaskammern baute.